# Ассоциация пятидесятнических церквей Руанды
Ассоциация пятидесятнических церквей Руанды (англ. Association of Pentecostal Churches of Rwanda) — христианская пятидесятническая церковь в Руанде. Объединяет 1 млн верующих и является крупнейшей пятидесятнической церковью в стране.
Штаб-квартира организации расположена в Кигали.
Ассоциация пятидесятнических церквей Руанды относится к пятидесятникам двух благословений. Вероучение и культ церкви аналогичны большинству пятидесятнических церквей.
Церковь входит в Совет протестантских церквей Руанды.

## История
История ассоциации восходит к январю 1940 года, когда в Руанду прибыли шведские пятидесятники из соседнего Конго. Образованная ими Шведская свободная миссия стала первой пятидесятнической церковью в стране. В 1943 году шведы крестили первого верующего. В октябре 1962 года правительство страны зарегистрировала Ассоциацию пятидесятнических церквей Руанды. К этому времени движением уже руководили местные лидеры. В 1964 году была основана библейская школа в Гисеньи. Уже в следующем году в Гисеньи отмечают массовое духовное возрождение; церковь выросла с 500 членов в 1964 году до 23 тыс. в 1973 и открыла новые церкви в Рухенгери, Кигали, Бьюмба.
После геноцида 1994 года значительное число жителей Руанды разочаровалось в католицизме. Пятидесятничество стало самой быстрорастущей конфессией в стране. В 2000 году ассоциация пятидесятнических церквей объединяла 1859 общин и 290 тыс. верующих, к концу 2012 года число верующих достигло миллиона.

## Социальное служение
Ассоциация пятидесятнических церквей Руанды занимается широкой социальной деятельностью. Церкви принадлежат 70 детских садов, 160 начальных школ, 45 средних школ, 36 техучилищ, ряд больниц и маленьких клиник.
Пятидесятнические церкви продвигают собственные программы распространения грамотности среди взрослого населения, особенно среди пожилых людей и женщин. К 2012 году более 400 тыс. взрослых были обучены по данным программам в 3,5 тыс. центрах грамотности. За распространение грамотности в 2001, 2005 и 2012 годах ЮНЕСКО присудила Ассоциации пятидесятнических церквей Руанды премию короля Седжонга.
Роль церкви в восстановлении страны высоко оценена высшим руководством Руанды.